# Альсено
Альсено (итал. Alseno) — город в Италии, расположен в регионе Эмилия-Романья, подчинён административному центру Пьяченца (провинция).
Население составляет 4 661 человек, плотность населения составляет 85 чел./км². Занимает площадь 55 км². Почтовый индекс — 29010. Телефонный код — 00523.
Покровителем города считается  святитель Мартин Турский. Праздник города ежегодно празднуется 11 ноября.